# 燕声广播电台
燕聲廣播电台，是中华民国花莲县的一家广播电台，开播于1958年3月22日开播，是东台湾最早成立的民营广播电台。

## 历史沿革
燕声广播电台在1957年开始筹设，1958年3月22日正式开播。
燕声广播电台最初设在花蓮市博爱街45号，是一栋木板墙壁、鉛片屋顶、占地面积40平方米的简陋日式房屋。但电台开播后不久的7月15日，因强台风“温妮”侵袭花莲，电台严重淹水。因此于1962年4月搬到地势高的美崙地区，即花莲市中兴路53号。
随着广播事业的快速发展，燕声广播电台于1992年底迁入兴建完成的广播大楼至今，购入先进的广播设备，并在大楼后面搭设两架中波发射塔。这标志着燕声广播电台迈向新的一页，进入现代化设备及企业化经营管理新里程。

## 频率
| 收聽頻率               | 功率 |
| ---------------------- | ---- |
| AM 1044 kHz            | 5kW  |
| AM 1242 kHz            | 1kW  |
| 每天24小时全天候播音。 |      |

燕声广播电台使用中波1044、1242kHz两个频率播音，有效覆盖花莲县及其附近地区，夜间在大陆东南沿海地区（包括福建、广东一带）也可收听燕声广播电台的信号。由于有中央山脉的阻挡，燕声广播电台在台湾西南部地区无法收听。

## 节目
燕声广播电台节目以娱乐、音乐、谈话类节目为主，例如《妙手回春》《可可俱乐部》《人生之歌》《好歌Radio》等。
此外，为服务台湾东部地区无法收听到渔业广播电台的听众，渔广委托燕声广播电台（AM 1044kHz）在部分时段播送渔广制作的渔业气象及沿海观测数据。